# SMS V 180
V 180 – niemiecki niszczyciel z okresu I wojny światowej. Pierwsza jednostka typu V 180. Po wojnie przekazany Brazylii i tam zezłomowany w 1921 roku.